# Dorfgastein
Dorfgastein osztrák község Salzburg tartomány Sankt Johann im Pongau-i járásában. 2018 januárjában 1614 lakosa volt. 

## Elhelyezkedése

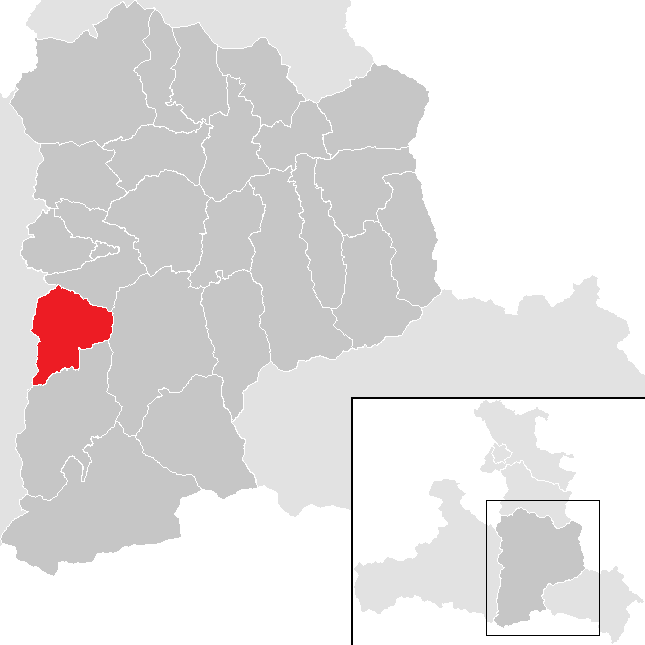
Dorfgastein a St. Johann im Pongau-i járásban

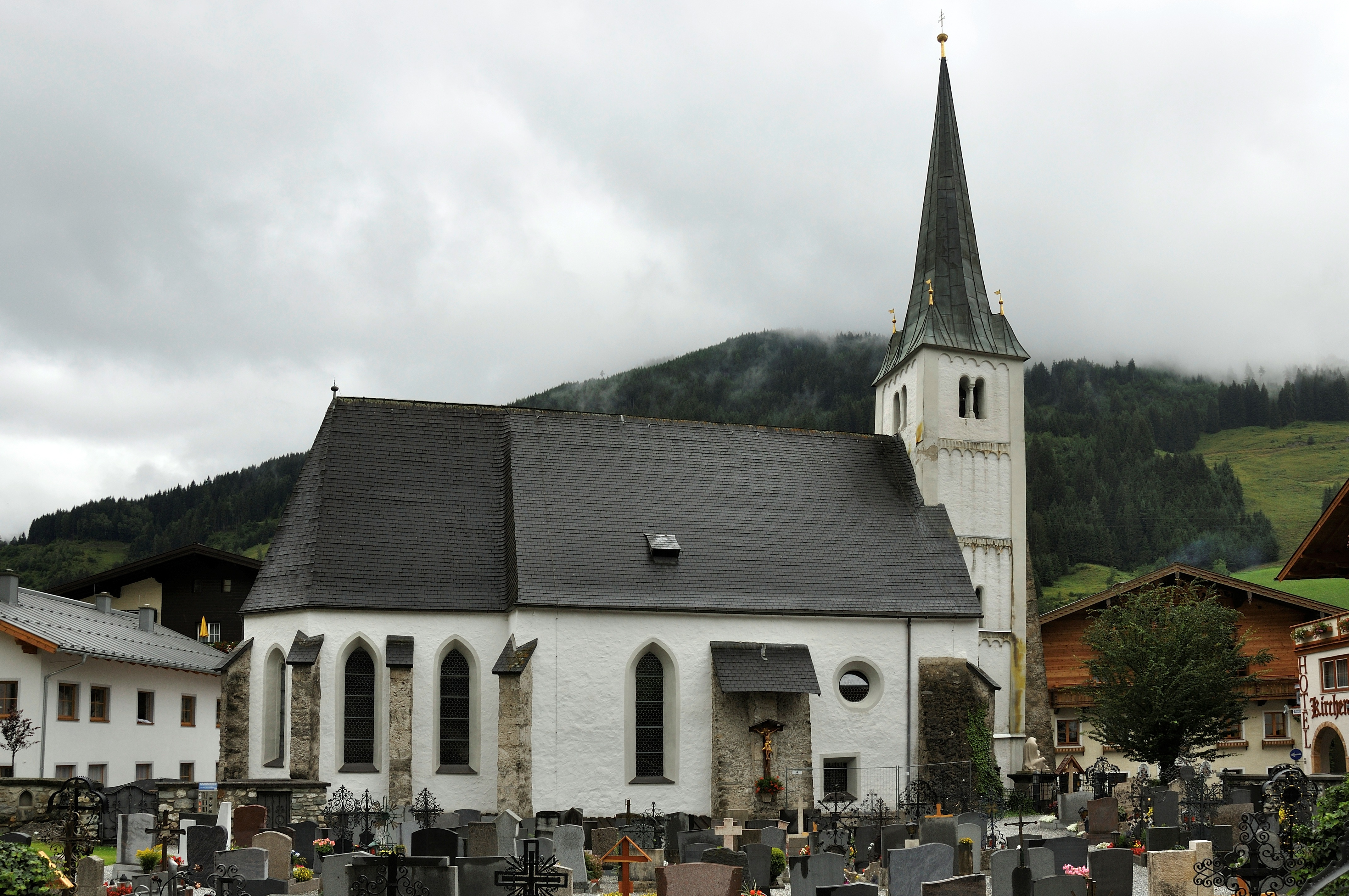
A Szt. Rupert és Virgil-plébániatemplom

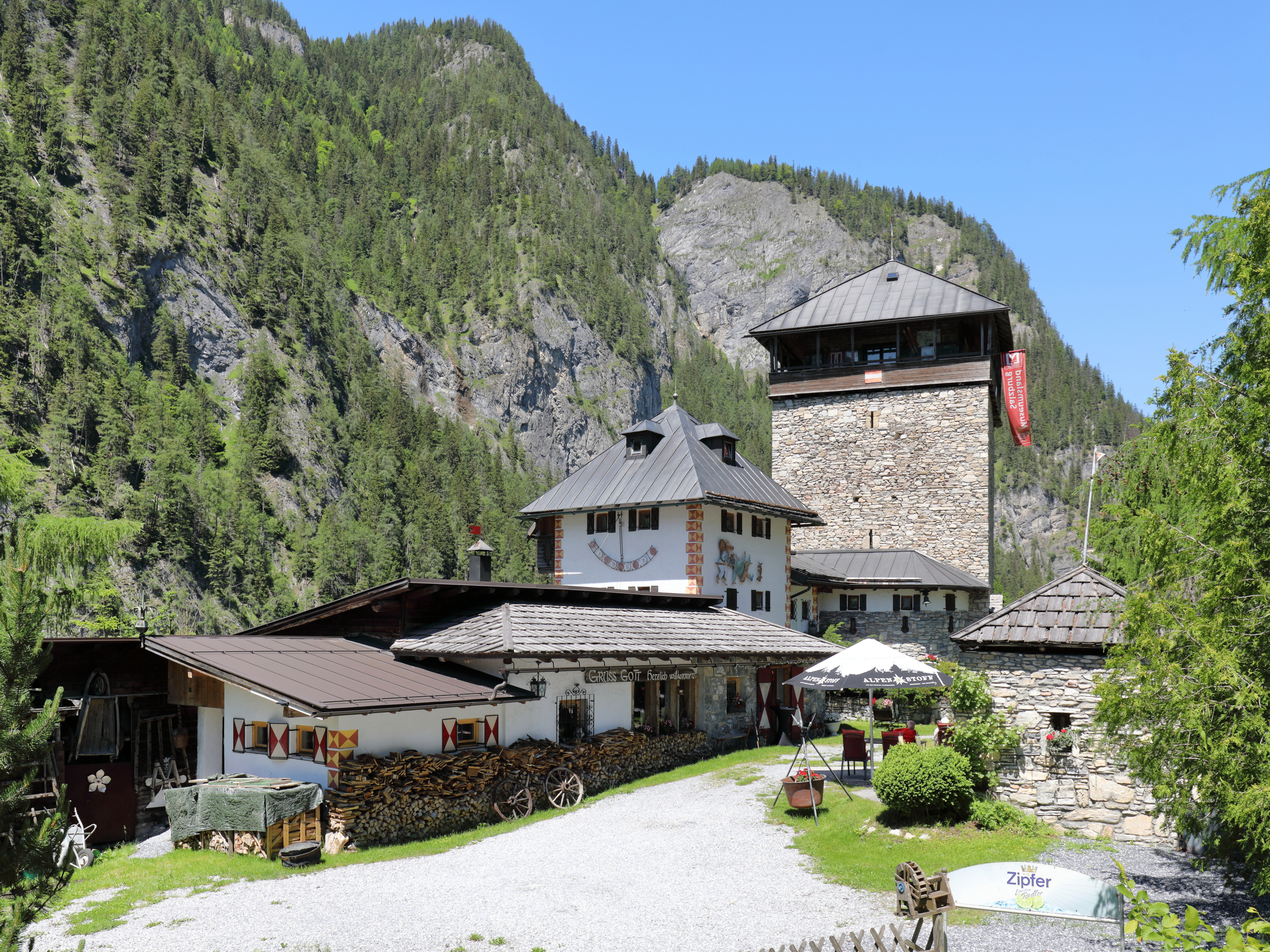
Klammstein vára

Dorfgastein a Magas-Tauern hegységben fekszik, a Gasteiner Ache folyó mentén. Az önkormányzat 6 településrészt és falut egyesít: Bergl (63 lakos 2018-ban), Dorfgastein (966), Klammstein (58), Luggau (178), Maierhofen (199) és Unterberg (150). 
A környező önkormányzatok: északkeletre Sankt Veit im Pongau, keletre Großarl, délre Bad Hofgastein, nyugatra Rauris, északnyugatra Lend.

## Története
A gasteini szurdokot 1212-ben említik először, akkor már lovak és öszvérek járta út vezetett át rajta. Dorfgastein (ze Dorff) 1342-ben szerepel először az írott forrásokban, a Gastein-völgy legrégebbi bányászati oklevelén. Templomát 1350-ben alapították.
A völgyet 1520-ig Klammstein várából felügyelte a salzburgi érsek által kinevezett kormányzó, az erőd védte a völgy bejáratát és itt szedték a vámokat is. Az iskola 1735-ben nyílt meg, 1893-ban távíróállomás létesült, 1921-ben vezették be az elektromosságot. 1959-ben kezdete meg működését az első sífelvonó.
2018-ig az ORF is működtetett egy felvonót, amire az 1824 m magas Luxkogel tetején felállított átjátszótorony karbantartásához volt szükség.

## Lakosság
A dorfgasteini önkormányzat területén 2017 januárjában 1614 fő élt. A lakosságszám 2001-ben érte el a csúcspontját 1649 fővel, azóta enyhe csökkenés tapasztalható. 2016-ban a helybeliek 94,5%-a volt osztrák állampolgár; a külföldiek közül 1,9% a régi (2004 előtti), 2,1% az új EU-tagállamokból érkezett. 2001-ben a lakosok 93,1%-a római katolikusnak, 2% evangélikusnak, 1,3% mohamedánnak, 2,1% pedig felekezet nélkülinek vallotta magát.
A lakosság számának változása:

| 2016 | 1 641 |
| 2018 | 1 614 |

## Látnivalók
- a kora gótikus Szt. Rupert és Virgil-plébániatemplom
- Klammstein várát a Siegharting grófok építették, akik a 11. századtól birtokolták a völgyet. Első említése 1122-ből származik. 1589-ben már lakatlan és romos volt. A romot 1972-ben az állam megvásárolta és részben renoválta. Ma kis múzeum működik benne.
- kiterjedt, jó infrastruktúrával rendelkező sípályák keletre, a Großarl-völgy irányába

## Fordítás
- Ez a szócikk részben vagy egészben  a   Dorfgastein című német Wikipédia-szócikk ezen változatának fordításán alapul.  Az eredeti cikk szerkesztőit annak laptörténete sorolja fel. Ez a jelzés csupán a megfogalmazás eredetét és a szerzői jogokat jelzi, nem szolgál a cikkben szereplő információk forrásmegjelöléseként.